# Tina Pisnik
Tina Pisnik (nascida em 19 de fevereiro de 1981) é uma ex-tenista da Eslovênia.